# Rathaus Solingen
Das Rathaus Solingen ist das Rathaus der bergischen Großstadt Solingen.

## Lage und Beschreibung
Das Rathaus Solingen besteht aus einem Gebäudeensemble, das den Walter-Scheel-Platz im Solinger Stadtbezirk Mitte umschließt und sich bis zur östlich gelegenen Cronenberger Straße erstreckt. Es liegt in der Solinger Nordstadt und besteht zum einen aus zwei miteinander verbundenen Gebäuden an der Cronenberger Straße 59/61, die als WKC-Gebäude bezeichnet werden. Daran angebaut wurde Mitte der 2000er Jahre der sogenannte Rathausneubau entlang der Merianstraße bis zum dortigen Walter-Scheel-Platz. Entlang der Konrad-Adenauer-Straße befindet sich ein weiterer Neubau, das Gebäude Walter-Scheel-Platz 3, das neben städtischen Büros auch Gewerbeflächen und Gastronomie umfasst. Dort befindet sich auch ein SB-Center der Stadt-Sparkasse Solingen.
In den Gebäuden sind im Wesentlichen folgende Ämter untergebracht, die in Solingen als Stadtdienste bezeichnet werden: Bauaufsicht, Büro Oberbürgermeister, Gesundheit, Gleichstellungsstelle, Jugend, Personal und Organisation, Planung, Mobilität und Denkmalpflege, Vermessung und Kataster, Recht, Soziales und Wohnen.
Im Innenhof des neuen Rathauses wurden 2018 drei Skulpturen des Solinger Bildhauers Wolfgang Körber aufgestellt. Es handelt sich um die Skulpturengruppe 18-Flächner, die Körber neben mehreren anderen Objekten der Stadt Solingen geschenkt hatte.

## Geschichte

### Anfänge bis zur Städtevereinigung
Solingen erhielt im Jahre 1374 die Stadtrechte verliehen und errichtete im Jahre 1590 ein erstes Rathaus in der Straße Auf dem Brunnen in der Solinger Altstadt. Es lag direkt neben der Stadtkirche zwischen dem Fronhof und der heutigen Hauptstraße (ungefähre Lage). Es wurde im Laufe der Jahrhunderte stetig erweitert und schließlich im Jahre 1821 abgerissen, da es zu klein geworden war. An seiner Stelle wurde ein neues, zweites Rathaus errichtet, diesmal ein einfaches Schieferhaus. Als auch dieses bereits nach 25 Jahren seine Kapazitätsgrenzen erreicht hatte, wurde an der damaligen Mühlenstraße 1840 ein drittes, größeres Rathaus errichtet (heute befindet sich dort die Volksbank, Lage). Das zweite Rathaus blieb zunächst als Außenstelle der Verwaltung erhalten und wurde schließlich 1937 abgerissen.:8ff.
Da die Bevölkerungszahl der Stadt Solingen seit der zweiten Hälfte des 19. Jahrhunderts weiter rapide angestiegen war, bestanden bereits um die Wende zum 20. Jahrhundert Pläne zur Errichtung eines neuen, repräsentativen Rathauses, die jedoch aus Kostengründen nie verwirklicht wurden. Stattdessen wurde ab 1916 das ehemalige Krankenhausgebäude der Städtischen Krankenanstalten an der Nordstraße (heute Potsdamer Straße, Lage) als Verwaltungsgebäude genutzt, das später meist als Stadthaus bezeichnet wurde. Das Gebäude war durch den Umzug der Städtischen Krankenanstalten an den neuen Standort zwischen Vogelsang und Herberg frei geworden. Solingens langjähriger Oberbürgermeister August Dicke nutzte darüber hinaus ab dem Jahr 1910 das Haus Goebel am Dickenbusch als repräsentativen Amts- und Wohnsitz, ein herrschaftliches steinernes Patrizierhaus an der Kölner Straße (ungefähre Lage).:16ff.

### Städtevereinigung bis Zweiter Weltkrieg
Am 1. August 1929 erfolgte durch das Gesetz über die kommunale Neugliederung des rheinisch-westfälischen Industriegebiets die Städtevereinigung von Alt-Solingen mit den Nachbarstädten des vormaligen Kreises Solingen Gräfrath, Höhscheid, Ohligs und Wald, wodurch Solingen zur Großstadt mit rund 140.000 Einwohnern wurde. Dadurch wuchsen schlagartig auch die Anforderungen an die Solinger Stadtverwaltung. Die einzelnen Rathäuser in den ehemals selbständigen Städten blieben zunächst als Außenstandorte der Verwaltung erhalten. Die Verwaltung wurde jedoch in ihrem Aufbau zentralisiert, Hauptstandort blieb das Stadthaus an der Potsdamer Straße.:18f.

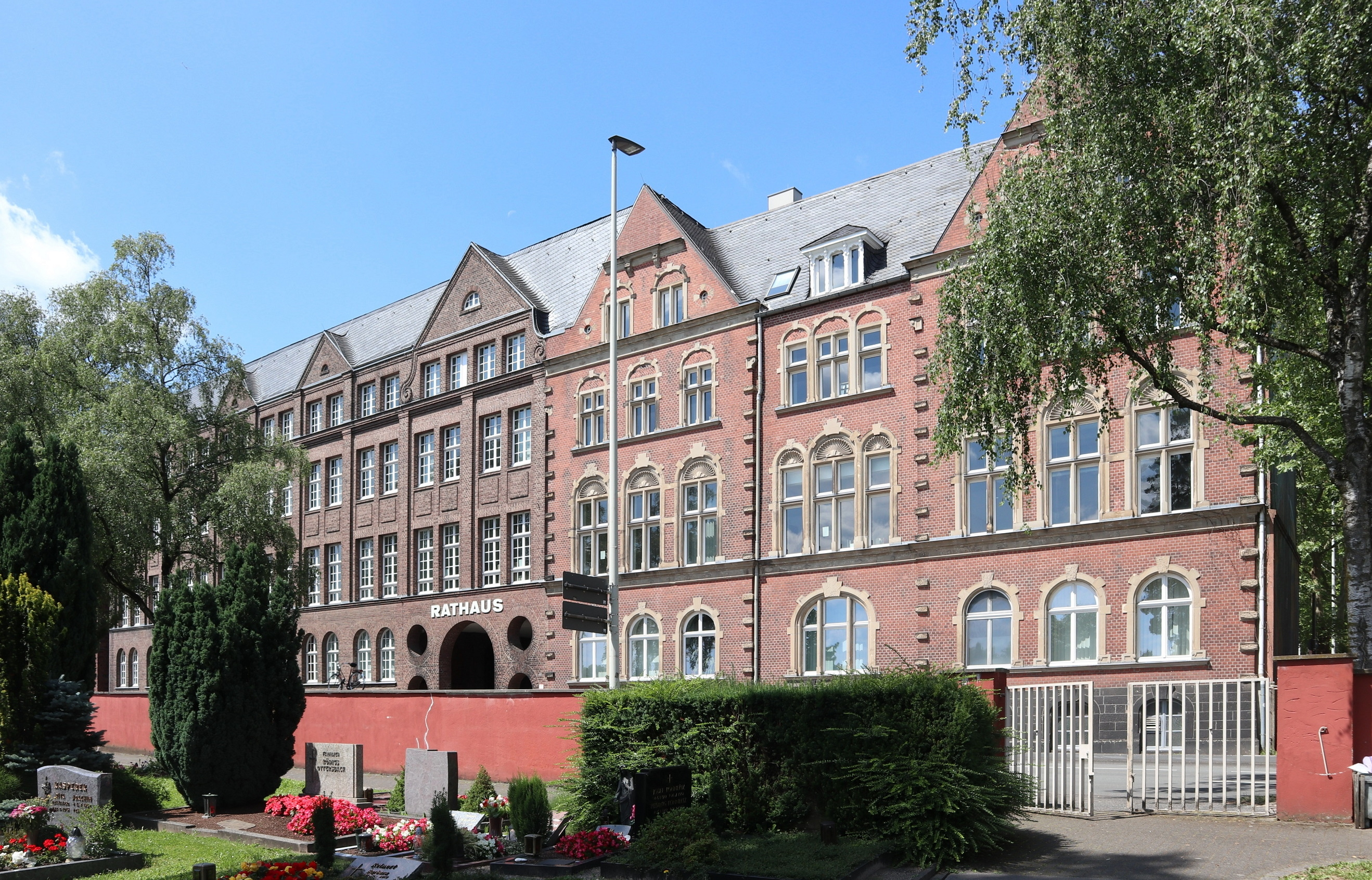
Die beiden WKC-Gebäude: Cronenberger Straße 59 (links) und Cronenberger Straße 61 (rechts)

In der unmittelbaren Nähe des Stadthauses wurden zu Beginn der 1930er Jahre die Gebäude der ehemaligen Waffen- und Fahrradfabrik Weyersberg, Kirschbaum & Cie. (WKC) an der Cronenberger Straße frei, da das Unternehmen durch die Weltwirtschaftskrise in Konkurs gegangen war. Zum 1. Oktober 1935 erwarb die Stadt Solingen das riesige Gelände mit der Zielsetzung, die ehemaligen Verwaltungsgebäude von WKC für die Stadtverwaltung zu nutzen, so sollten unter anderem Teile der Bauverwaltung dort einziehen. Für die Weiternutzung vorgesehen war das um 1890 errichtete, ehemalige Kontorgebäude (Cronenberger Straße 61, Lage) sowie der angrenzende, ziegelsichtige Erweiterungsbau mit Tordurchfahrt (Cronenberger Straße 59, Lage) aus dem Jahre 1915/1917. Hinter den miteinander verbundenen Verwaltungsgebäuden befanden sich die Fabrikationshallen des Unternehmens, die sich ursprünglich bis zur heutigen Konrad-Adenauer-Straße erstreckten. Bis auf das ehemalige Maschinenhaus ließ die Stadt Solingen diese Hallen jedoch abreißen, da sie sich nicht für eine weitere Nutzung eigneten. Den Ausschlag für das WKC-Gebäude, das nach der Durchführung einiger Umbauten ab 1937 durch die Stadtverwaltung genutzt wurde, hatte insbesondere die Nähe zum Stadthaus an der seit 1935 sogenannten Potsdamer Straße gegeben.:26f.
Ende der 1930er Jahre planten Teile der Solinger Politik und der Verwaltung den Neubau eines Rathauses im nationalsozialistischen Monumentalstil, das am sogenannten Adolf-Hitler-Platz entstehen sollte (heute der Bereich zwischen Theater und Konzerthaus und Schlagbaum). Der Zweite Weltkrieg verhinderte schließlich die Umsetzung dieser Planungen. Der Kernbereich der Solinger Altstadt sowie Teile der Südstadt wurden bei zwei großen Luftangriffen am 4. und 5. November 1944 das Ziel alliierter Bomber. Die Zerstörungen waren gewaltig: Neben zahlreichen Wohn- und Geschäftsgebäuden wurden auch das dritte Rathaus an der ehemaligen Mühlenstraße sowie das Haus Goebel als Amts- und Wohnsitz des Oberbürgermeisters zerstört. Stadthaus und WKC-Gebäude blieben jedoch aufgrund ihrer Lage in der Nordstadt, die nicht das Ziel der Luftangriffe gewesen war, unzerstört und konnten weiter durch die Verwaltung genutzt werden.:26ff.

### Nachkriegszeit bis zur Jahrtausendwende

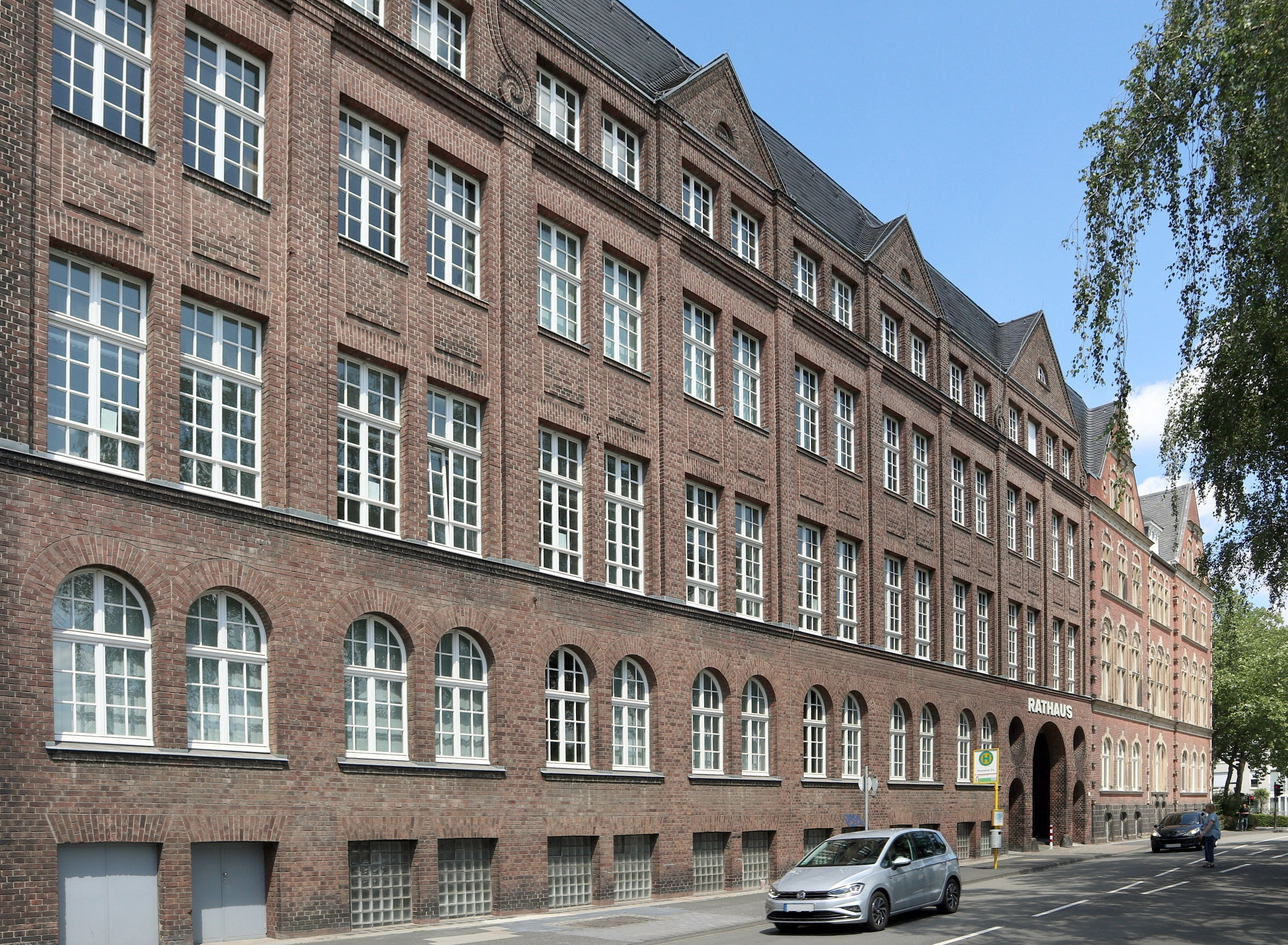
Die im Zweiten Weltkrieg unzerstörten WKC-Gebäude

Nach Kriegsende im Sommer 1945 wurde das Stadthaus an der Potsdamer Straße zum Sitz der britischen Militärregierung. Die Solinger Stadtverwaltung nahm in unzerstörten Gebäuden, wie etwa Schulgebäuden, überall im Stadtgebiet verteilt nach Kriegsende wieder ihre Arbeit auf. So befand sich das Solinger Standesamt zunächst noch im Schulgebäude Mittelgönrath, ehe es ab 1948 ins Stadthaus umzog.:22, 28f. Seit 1993 befindet es sich als Außenstelle der Solinger Stadtverwaltung im Höhscheider Haus Kirschheide.
Im Zuge des Wiederaufbaus der Solinger Innenstadt an alter Stelle, wie dies 1949 in den politischen Gremien beschlossen wurde, sollte auch ein neues Kultur- und Verwaltungszentrum in Höhe des Mühlenplatzes im Norden der Innenstadt entstehen. Dabei wollte die Stadt Solingen auch ein repräsentatives Rathaus errichten, das das bisherige Provisorium aus Stadthaus und WKC-Gebäude ablösen sollte. Die Errichtung eines neuen Rathauses wurde beim Wiederaufbau jedoch zunächst hintan gestellt. Die in der Nachkriegszeit wachsende Verwaltung musste weiter dezentral auf verschiedene Gebäude in der Stadt verteilt werden, hier vor allem die ehemaligen Rathäuser der Städte Wald, Ohligs, Höhscheid und Gräfrath sowie einige weitere Gebäude. So kam es, dass einzelne Ämter wie das Bauamt in den 1960er Jahren auf bis zu elf verschiedene Gebäude im Stadtgebiet verteilt waren, was sich als unwirtschaftlich erwies.:28ff.
Da der Mühlenplatz inzwischen baulich verdichtet war, plante man ab Mitte der 1960er Jahre den Neubau des Rathauses an der oberen Hauptstraße (heute Konrad-Adenauer-Straße) gegenüber dem 1963 eingeweihten Theater und Konzerthaus. Für den Rathausneubau wurde Anfang der 1970er Jahre eine Häuserzeile zwischen Merian- und Potsdamer Straße abgerissen. Erneut verhinderte jedoch die sich verschlechternde finanzielle Lage der Stadt Solingen die Umsetzung dieser Pläne. So wurde lediglich die Konrad-Adenauer-Straße nach dem Abriss der Häuserzeile verbreitert, die Freifläche zwischen der Straße und den WKC-Gebäuden wurde als Parkplatz genutzt. Nach der Eingemeindung der Stadt Burg an der Wupper im Jahre 1975 wurde auch das dortige ehemalige Rathaus als Außenstelle der Solinger Verwaltung weitergenutzt. Einen weiteren Anlauf unternahm man in den 1980er Jahren, die mittlerweile 32 Außenstellen der Stadtverwaltung in einem Rathausneubau zusammenzulegen. Ein Gutachten kam zu dem Ergebnis, dass die zersplitterten Verwaltungsstandorte jährlich Mehrkosten in Höhe von 3,9 Mio. DM gegenüber einem zentralen Rathaus verursachten. Ein Rathausneubau war jedoch auch in den 1980er Jahren für die Stadt Solingen nicht finanzierbar.:30ff. Das als Rathaus bezeichnete Gebäude Cronenberger Straße 59/61 wurde am 21. Februar 1991 in die Solinger Denkmalliste eingetragen.

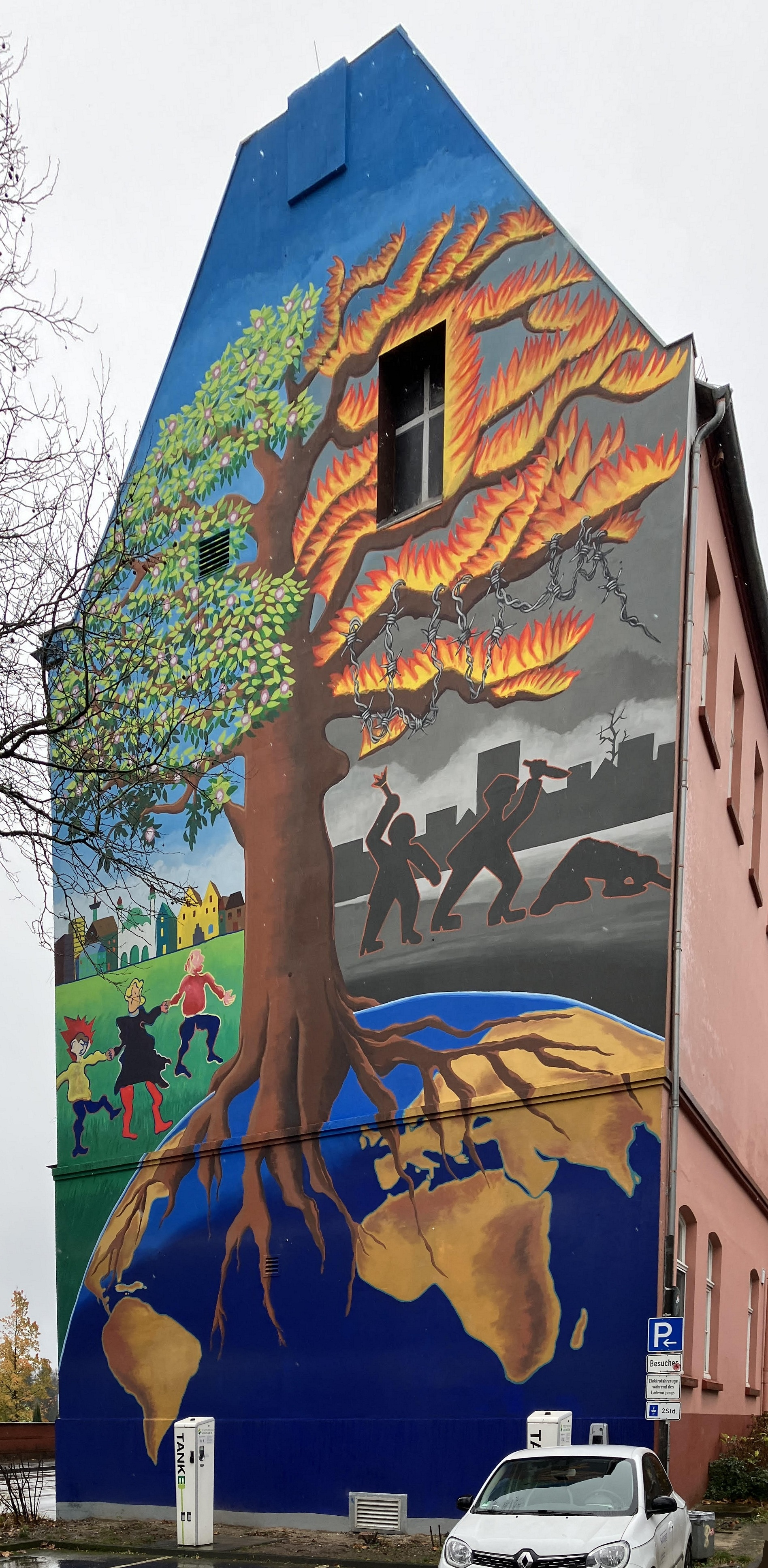
Wandgemälde Der Baum (1995) an der Nordfassade des WKC-Gebäudes

Als Reaktion auf den fremdenfeindlichen Brandanschlag von Solingen im Mai 1993 wurde zum zweiten Jahrestag des Anschlags im Mai 1995 die Nordfassade des Gebäudes Cronenberger Straße 61 mit einem Wandgemälde versehen. Unter Anleitung der Künstler Klaus Klinger und Sabahattin Sen schufen Solinger Schüler das Kunstwerk Der Baum als sichtbares Zeichen gegen Rassismus und Gewalt. Das Wandgemälde wurde im November 2024 restauriert.
Seit Mitte der 1990er Jahre nutzt die Stadt Solingen das ehemalige Verwaltungsgebäude des Unternehmens Solvay am Rande der Ohligser Heide im Stadtteil Ohligs (Lage). In das Solvay-Gebäude zogen unter anderem die Finanzverwaltung, die Verwaltung des neu gegründeten Vermögensbetriebs sowie die Datenverarbeitung ein. Dadurch gelang es, einige Außenstellen der Verwaltung aufzugeben, darunter vor allem das inzwischen baufällige Stadthaus an der Potsdamer Straße. Da es keine nennenswerten Eigenschaften aufwies, die einen Baudenkmalschutz hätten rechtfertigen können, wurde es schließlich im Jahr 2001 abgerissen. An seiner Stelle entstand der Neubau einer Seniorenwohnanlage. Die letzten verbliebenen Verwaltungsstellen aus dem Stadthaus zogen 2001 in die ehemaligen Betriebsgebäude der Stadtwerke Solingen an der Gasstraße (Lage).:24, 25, 33

### Jahrtausendwende bis heute
Der seit 1999 amtierende Oberbürgermeister Franz Haug (CDU) machte sich in seiner Amtszeit für den Neubau eines repräsentativen Rathauses in der Nordstadt stark. Die Planungen sahen eine Realisierung des Bauvorhabens als Öffentlich-private Partnerschaft vor, bei dem ein Investor das Rathaus errichten und die Stadtverwaltung es langfristig anmieten sollte. Das neue Rathaus sollte als Anbau auf dem ehemaligen Rathausparkplatz hinter dem WKC-Gebäude entstehen. Für dieses Vorhaben fand sich schließlich auch eine politische Mehrheit im Stadtrat, wenngleich es aufgrund des Investorenmodells und des langfristigen Mietvertrags umstritten blieb.:34ff. Die Stadt schloss 2008 einen Mietvertrag über 30 Jahre ab, der sie monatlich rund 160.000 Euro Miete kostet. Aufgrund der niedrigen Zinsen wurde 2017 der Kauf des Rathauses diskutiert, das Vorhaben scheiterte jedoch am Kaufpreis der Immobilie.

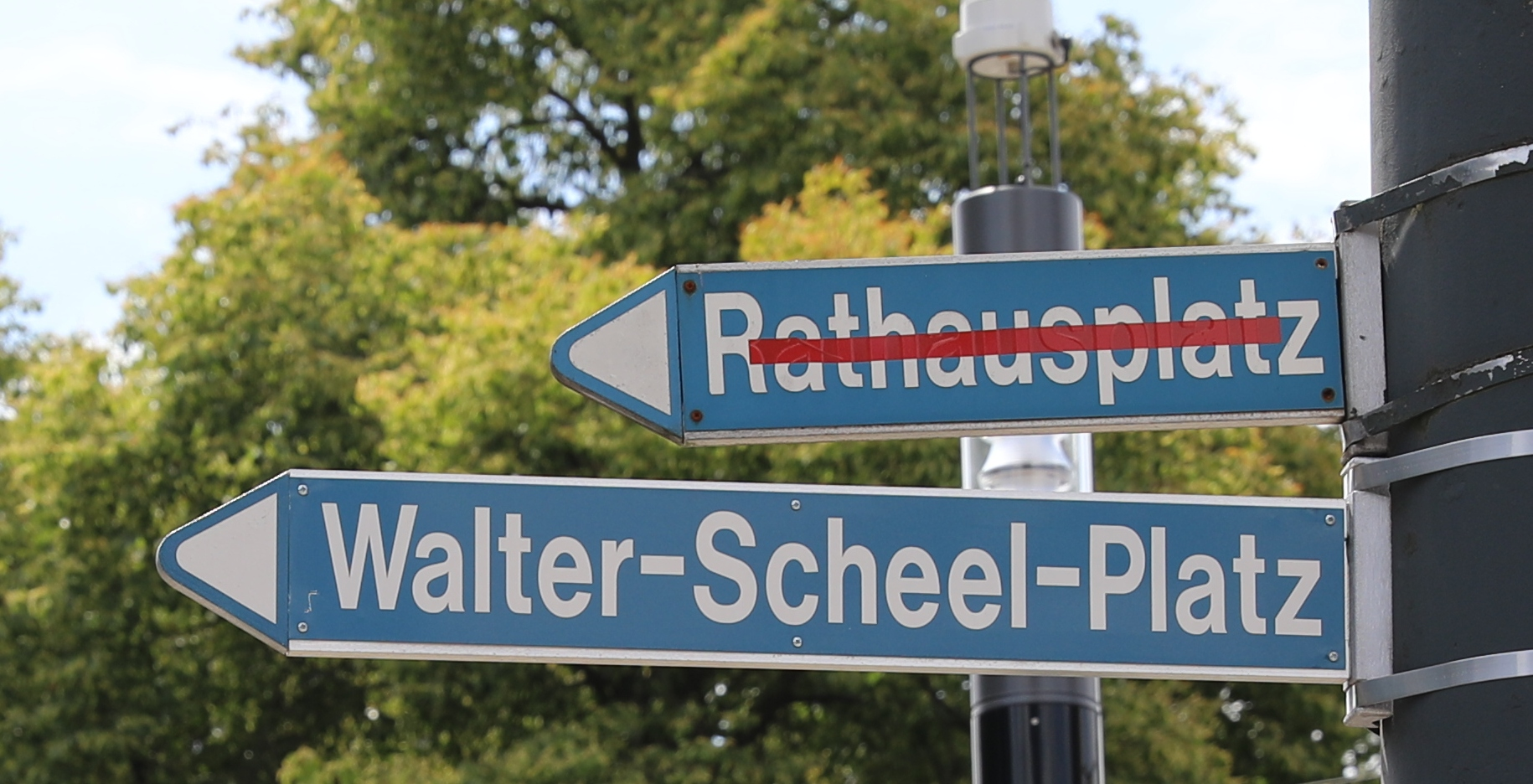
Umbenennung des Rathausplatzes 2018

Für den Neubau des Rathauses wurde im Jahre 2006 zunächst das ehemalige Druckereigebäude hinter dem WKC-Gebäude abgerissen. Die Bauarbeiten für den vom Stuttgarter Architekturbüro EPA Planungsgruppe GmbH (heute: BWK Architekten) entworfenen Neubau begannen 2007 und wurden 2008 beendet. Der Rathausneubau besteht aus zwei Gebäuden: dem damaligen Gebäude Rathausplatz 1, das sich entlang der Merianstraße erstreckt und unmittelbar an das WKC-Gebäude angebaut wurde, sowie dem damaligen Gebäude Rathausplatz 3 an der Ecke zur Konrad-Adenauer-Straße, in das neben gewerblichen Mietern das Solinger Gesundheitsamt sowie der kommunale IT-Dienstleister Civitec (heute Regio-IT) einzogen. Beide Gebäude verbindet eine neue Platzanlage, die nach Abschluss der Bauarbeiten im Jahre 2008 den Namen Rathausplatz erhielt. Durch den Umzug zahlreicher Stadtdienste in das neue Rathaus konnten einige Außenstellen der Solinger Stadtverwaltung aufgegeben werden. Als Außenstandorte der Verwaltung blieben jedoch das Solvay-Gebäude sowie das Gebäude von Jobcenter und Bundesagentur für Arbeit in Ohligs sowie die ehemaligen Stadtwerke-Betriebsgebäude an der Gasstraße erhalten, in denen unter anderem das Stadtarchiv Solingen sowie das Ordnungsamt untergebracht sind.
Der Rathausplatz erhielt im Juli 2018 nach dem Solinger Ehrenbürger und Alt-Bundespräsident Walter Scheel den Namen Walter-Scheel-Platz. Die vor dem Rathaus befindliche Bushaltestelle der Stadtwerke Solingen hatte ursprünglich den Namen Schlagbaum; sie wurde 2008 in Rathausplatz und 2018 schließlich in Rathaus umbenannt.
Weitere Planungen der Stadt Solingen sahen 2017 vor, das Rathaus durch einen weiteren Neubau auf dem bisherigen Mitarbeiterparkplatz zu erweitern, um den Standort Gasstraße langfristig aufgeben zu können. Die zunehmende Digitalisierung sollte sich ebenfalls positiv auf die Zahl der benötigten Büros auswirken. Die zuständigen politischen Gremien vertagten ihre Entscheidung zum Neubau allerdings 2019 auf die Zeit nach der Kommunalwahl 2020. Aufgrund der Auswirkungen der Corona-Pandemie wurde bis 2021 noch keine Entscheidung getroffen.
Die Stadt Solingen engagiert sich für die Vereinbarkeit von Beruf und Familie und realisierte zwischen August 2016 und Juni 2018 in unmittelbarer Nähe zum Rathaus eine Tagesstätte für die Kinder der Rathausmitarbeiter. Der Neubau mit den dazugehörigen Freianlagen bietet Raum für fünf Kindergartengruppen.